# Айболит-66
«Айболит-66» — советский музыкальный художественный фильм, снятый в 1966 году режиссёром Роланом Быковым.
Сценарий был написан по мотивам пьесы Вадима Коростылёва «О чём рассказали волшебники», которая, в свою очередь, основана на произведениях Корнея Чуковского. Ранее Быков как режиссёр ставил спектакль по этой пьесе в Московском театре юного зрителя, где, как и в фильме, играл роль Бармалея.
Премьера картины состоялась 19 апреля 1967 года. Отдельные эпизоды данной ленты сняты по вариоскопической системе «Вариоэкран», разработанной в Научно-исследовательском кинофотоинституте.

## Сюжет
В Африке свирепствует эпидемия различных болезней — заболели сразу все обезьяны. Эту новость сообщила доктору Айболиту мартышка Чичи, сбежавшая от разбойника Бармалея.
Айболит и его помощники — Чичи и собака Авва — отправляются в Африку спасать обезьян, но им пытаются помешать Бармалей и двое его слуг-разбойников. Сначала они захватывают корабль доктора на море и кидают Айболита, Авву и Чичи с лекарствами в воду, но те добираются до африканского берега на импровизированном плоту.
На африканской земле разбойники снова ловят друзей и оставляют их в своей пещере, собираясь расправиться с ними. Чичи, обманутая Бармалеем, почти окончательно решила прыгнуть от отчаяния в костёр, но Айболит её разубедил. Разбойники развязывают доктора, чтобы он отдал им все свои лекарства, и они никогда больше не болели. Айболит освобождает своих друзей, но наотрез отказывается отдавать Бармалею «самое лучшее лекарство». Разбойники грубой силой забирают у него лекарство и выпивают его, но из-за этого у них начинают сильно, нестерпимо болеть животы. Воспользовавшись заминкой, Айболит и его друзья сбегают.
Под конец слуги по приказу атамана Бармалея собирают всех местных пиратов на берегу реки, и те привязывают Айболита с друзьями к старой лодке. Бармалей, решив жестоко унизить доктора, надевает его костюм и пародирует его перед пиратами, но те, не поняв его шутки, привязывают и его к лодке.
Трагики и Комики с «Мосфильма» вступают в бой с пиратами, спасают доктора, Чичи и Авву, и те отправляются лечить обезьян. Освободившийся Бармалей пытается помешать им, но опаздывает — обезьяны уже здоровы.

## В ролях
- Олег Ефремов —  доктор Айболит
- Ролан Быков — Бармалей / автор
- Лидия Князева — обезьянка Чичи
- Евгений Васильев — собака Авва
- Фрунзик Мкртчян — грустный разбойник
- Алексей Смирнов — весёлый разбойник

### Комики, трагики и пираты
Илья Рутберг, Руслан Ахметов, Валентин Грачёв, Гурген Джанибекян, Леонид Енгибаров, Фауста Иванова, Зоя Исаева, Людмила Карауш, Виталий Комиссаров, Геннадий Крашенинников, Юрий Мартынов, Людмила Марченко, Раднэр Муратов, Константин Мусин, Элла Некрасова, Владимир Пицек, Владимир Протасенко, Виктория Радунская, Иван Савкин, Е. Семёнова, Георгиос Совчис, Константин Худяков, Светлана Швайко, Анатолий Елизаров, Геннадий Юдин, В. Яковлев, Игорь Ясулович.

## Съёмочная группа
- Сценарий — Вадима Коростылёва, Ролана Быкова
- Музыка — Бориса Чайковского
- Постановка — Ролана Быкова
- Главные операторы — Геннадий Цекавый, Виктор Якушев
- Художник-постановщик — Александр Кузнецов
- Звукооператор — Юрий Рабинович
- Государственный симфонический оркестр кинематографии СССР
- Дирижёр — Эмин Хачатурян
- Художник по костюмам — Людмила Кусакова
- Директор картины — Борис Гостынский

## Съёмка
Фильм снимали и в павильонах «Мосфильма», и на натуре. Пустыню должны были снимать в Средней Азии, но не хватило бюджета и съёмки перенесли на Люберецкий песчаный карьер. Там выкопали большие котлованы, которые заполнились водой, а вокруг получились песчаные дюны. Но большинство сцен снимали всё-таки на юге — в Абхазии и Азербайджане. Отснятого материала хватало на полновесный двухсерийный фильм. Но в 1966 году вышел указ о том, что двухсерийные фильмы экономически нецелесообразны, и готовый материал серьёзно сократили, уместив в одну серию.

## Художественные особенности
Фильм снят по системе «вариоэкран»: размер, расположение и формат изображения меняется в зависимости от сюжета в кадре. Считалось, что применение вариоэкрана увеличивает вовлечение зрителя в сюжет фильма.
Режиссёр фильма и исполнитель ролей Бармалея и Автора Ролан Быков так отозвался о своей работе:

«Айболит-66» — первая картина театральной киноэстетики (кино-мюзикл).

Фильм снят в необычной манере. Например, в картине специально не скрывается наличие съёмочной группы, постановочность сцен, актёры иногда как бы случайно выпадают из кадра. Немало интересных операторских решений: кадр превращается в ромб, в круг; смена кадра от театральной сцены к натурным съёмкам. В частности, используются необычные приёмы: например, разбойники, «идя в обход», поют даже под водой.
По мнению Елизаветы Биргер, «Айболит-66» можно отнести к советскому артхаусу 1960-х годов.
Фильм, снятый Роланом Быковым, относится к работам 1960-х годов, снятым на волне оттепели, привнёсшим совершенно новые настроения гротескного и экзистенциального кино в советский кинематограф, таким как «Добро пожаловать, или Посторонним вход воспрещён» и «Король-Олень».
Пользуясь эзоповым языком и формальным статусом детской сказки по мотивам произведений Корнея Чуковского, авторы отразили противостояние двух идеологических начал: интеллектуального и массового кино. Это столкновение также просматривается и в экранном противопоставлении образов Айболита и Бармалея.
В 1967 году фильм был дублирован за рубежом и вышел на экран под названием на английском языке «Oh How It Hurts 66» (название было переведено дословно «О, Как Это Больно 66»).